# Pavel Boriskin
Pavel Boriskin (19 gennaio 1953 – 30 marzo 2021) è stato un attore sovietico, attivo come attore bambino dal 1959 al 1966 (tra i 6 e i 13 anni d'età) e noto soprattutto per il suo ruolo d'esordio al fianco di Sergej Bondarčuk in Il destino di un uomo (1959).

## Biografia
Pavel Boriskin (Па́вел Бори́скин) nasce nel 1953. È il figlio dell'attore Wladimir Boriskin. Il padre stesso lo presenta a Sergej Bondarčuk che era in cerca di un bambino per la parte del piccolo Vanja nel film Il destino di un uomo (1959), basato su un racconto di Michail Aleksandrovič Šolochov e di cui Bondarčuk era regista e protagonista. Vanja è un orfano di guerra, solo e abbandonato, che vive per la strada e viene infine adottato dal protagonista, un reduce di guerra, il quale anch'egli è rimasto solo, avendo perso la moglie e i figli nel conflitto.
Proprio durante le riprese del film, il piccolo Pavel visse un periodo molto difficile sul piano personale per la crisi nei rapporti tra i suoi genitori e si legò molto strettamente a Bondarčuk come ad una figura paterna sostituiva. Questo creò un legame particolare tra i due che conferì un senso di grande autenticità e realismo alla pellicola, proprio quello che Bondarčuk andava ricercando. Lo stato psicologico del bambino e la sua identificazione con il proprio personaggio si riflettono chiaramente nella scena culminante del film in cui il volto del bambino lacero e disperato si trasfigura e il suo grido di gioia si spezza nella commozione alla notizia di aver ritrovato un padre.
Il successo della pellicola offre a Pavel l'opportunità di recitare in diverse altre pellicole, accanto a interpreti famosi del cinema sovietico, anche se nessuna di esse raggiungerà l'intensità e il livello della sua prima prova.
Alla fine anche Pavel avrà nella sua vita un nuovo padre, essendosi la madre risposata con il direttore Eugene Polunin. Con il nome di Pavel Polunin vive da adulto lontano dal mondo del cinema come operaio, ingegnere e quindi, dal 2000, tassista per la Volkswagen. Nel 2009, ha preso parte alle celebrazioni pubbliche in occasione del cinquantesimo anniversario del film di Sergej Bondarčuk, raccontando anche la sua esperienza di vita in una intervista al quotidiano Izvestija.

## Filmografia
- Il destino di un uomo (Sudba cheloveka), regia di Sergej Bondarčuk (1959)
- Annushka, regia di Boris Barnet (1959)
- Pervoye svidaniye, regia di Iskra Babich (1960)
- Zvyozdochka, regia di Anton Timonishin (1962)
- Druzya i gody, regia di Viktor Sokolov (1966)